# Lesbians Against Pit Closures
Lesbians Against Pit Closures (LAPC), en español Lesbianas contra el cierre de minas, fue una alianza de mujeres lesbianas que se unieron para apoyar al Sindicato Nacional de Mineros y a varias comunidades mineras durante la huelga minera en Reino Unido de 1984-1985. Se formó después de un cisma en el movimiento Lesbians and Gays Support the Miners (LGSM), en noviembre de 1984. Las miembros de la organización participaron en piquetes de protesta contra el suministro de carbón a las fábricas por parte de los esquiroles.

## Historia
Lesbians Against Pit Closures (LAPC) surgió cuando varias lesbianas miembros de Lesbians and Gays Support the Miners (LGSM) decidieron que era necesario separarse de LGSM para crear un espacio sólo para mujeres lesbianas. Esto se debió principalmente a problemas relacionados con el sexismo, la misoginia y la lesbofobia entre los hombres del movimiento LGSM. LAPC también se formó como un grupo para dar voz a las mujeres, al igual que Women Against Pit Closures (en español, Mujeres contra el cierre de minas) para ayudar a llevar las ideas feministas a una esfera de hombres trabajadores, como los institutos de mineros. Algunas mujeres dijeron que se sentían intimidadas por los hombres homosexuales que constituían la mayor parte de los miembros de LGSM.
Las alianzas que la campaña forjó entre los grupos LGBTQ y laborales también resultaron ser un punto de inflexión importante en la progresión de las cuestiones LGBT en el Reino Unido. Los grupos laborales mineros comenzaron a apoyar, respaldar y participar en varios eventos del orgullo LGBT en todo el Reino Unido; en la conferencia del Partido Laborista de 1985 en Bournemouth, una resolución que comprometía al partido a apoyar los derechos de igualdad LGBT se aprobó por primera vez debido al apoyo del voto en bloque del Sindicato Nacional de Mineros; y los grupos mineros estuvieron entre los aliados más abiertos de la comunidad LGBT en la campaña de 1988 contra el Artículo 28.

## Actividades y recaudación de fondos
El LAPC utilizó algunas tácticas similares a las del LGSM, como hacer caceroladas en el exterior de bares y clubes para recaudar fondos para los mineros, pero operó con un enfoque específico en temas de mujeres. Celebraban reuniones semanales de planificación, en las que compartían las tareas de tomar y enviar actas y fotocopiar. Organizaron colectas diarias afuera de los supermercados, visitaron los pueblos mineros, asistieron a los piquetes y organizaron noches benéficas solo para mujeres. Marcharon con su pancarta en la Marcha de la Fuerza Lésbica en 1985 y en la Marcha del Orgullo Gay de Londres en 1985, junto a LGSM y las comunidades mineras. En un momento dado, organizaron un día sólo para mujeres en el Centro de Mujeres de Kentish Town para ellas y algunas de las mujeres mineras del valle de Dulais.
Con LGSM, fueron parte de un cortometraje promocional sobre el trabajo unificado de los dos grupos durante la huelga de mineros llamado All Out! Bailando en Dulais.

## Representación enel Orgullo
La película Pride, que retrata la unidad de LGSM y la comunidad minera de Onllwyn en Gales, también menciona a la organización escindida LAPC.